# إم إس سي وورلد يوروبا
إم إس سي وورلد يوروبا (بالإنجليزية: MSC World Europa) هي سفينة سياحية وهي مملوكة لشركة ام اس سي للرحلات البحرية، جرى بنائها في أحواض شركة شانتيي دو لاتلونتيك  ومن الخطط دخولها الخدمة في عام 2022.